# Zakładowy Klub Sportowy Stal Rzeszów
Lo Stal Rzeszów (nome ufficiale Zakładowy Klub Sportowy "Stal" Rzeszów) è una società calcistica polacca con sede nella città di Rzeszów.

## Storia
Fondata nel 1945, la squadra di calcio dello Stal Rzeszów milita nella I liga, la seconda divisione nazionale; nella sua storia vanta 10 partecipazioni consecutive alla massima serie nazionale (tra il 1962-1963 ed il 1971-1972) con un settimo posto (nella stagione 1965-1966) come miglior risultato, ma soprattutto 1 vittoria nella Coppa di Polonia, ottenuta nel 1975, con conseguente partecipazione alla Coppa delle Coppe 1975-1976, dove ha superato il primo turno, fermandosi agli ottavi di finale.

## Stal Rzeszów nelle coppe europee
| Stagione | Competizione      | Turno      | Nazione             | Avversario    | Andata | Ritorno | Totale |
| -------- | ----------------- | ---------- | ------------------- | ------------- | ------ | ------- | ------ |
| 1975-76  | Coppa delle Coppe | Sedicesimi | Norvegia (bandiera) | Skeid Fotball | 4-1    | 4-0     | 8-1    |
|          |                   | Ottavi     | Galles (bandiera)   | Wrexham FC    | 0-2    | 1-1     | 1-3    |

In grassetto le gare casalinghe

## Palmarès

### Competizioni nazionali
- Coppa di Polonia: 1

1974-1975
- I liga: 2

1962, 1974-1975
- II liga: 2

1986-1987, 2021-2022
- III liga: 1

2018-2019 (gruppo 4)

### Altri piazzamenti
- Coppa di Polonia:

Semifinalista: 1973-1974
- I liga:

Terzo posto: 1991-1992
- II liga:

Secondo posto: 1985-1986, 2003-2004
Terzo posto: 1994-1995, 1996-1997, 2002-2003